# Lycidola felix
Lycidola felix là một loài bọ cánh cứng trong họ Cerambycidae.